# 亚硫酸二甲酯
亚硫酸二甲酯是一種亞硫酸酯，化学式 (CH3O)2SO。
亚硫酸二甲酯是聚合物的添加剂，可避免氧化。它也是一种潜在的高能电池电解质溶剂。

## 结构
亚硫酸二甲酯分子有多种构象异构。其中最稳定的是GG结构，每个C–O键对于S=O键都是间扭构象的，结构见下。

## 制备
亚硫酸二甲酯可以由氯化亚砜和甲醇以莫耳比1:2反应而成。 这个反应可以被叔胺催化，可能经过了亚硫酸氯甲酯（MeOS(O)Cl）中间体。
SOCl
2 + 2 CH
3OH → (CH
3O)
2SO + 2 HCl